# Ньюарк-энд-Шервуд
Ньюарк-энд-Шервуд (англ. Newark and Sherwood) — неметрополитенский район (англ. non-metropolitan district) в церемониальном графстве Ноттингемшир в Англии. Административный центр — деревня Келхэм.

## География
Район расположен в центральной и восточной части графства Ноттингемшир, на востоке граничит с графством Линкольншир.

## Состав
В состав района входят 3 города:
- Ньюарк-он-Трент
- Оллертон
- Саутвелл

и более 80 общин (англ. civil parish).